# 斯特兰戈拉加利
斯特兰戈拉加利（義大利語：Strangolagalli），是意大利弗罗西诺内省的一个市镇。总面积10.48平方公里，人口2583人，人口密度246.5人/平方公里（2009年）。ISTAT代码为060075。